# Сумський Михайлівський кадетський корпус
Сумський Михайлівський кадетський корпус — комплекс архітектурних пам'яток рубежу XIX та XX століття, пам'ятка архітектури національного значення (охоронний № 43-Н 0). Розташований на південній околиці міста Суми за межами історичного центру, на підвищеному лівому березі р. Псел по вул. Герасима Кондратьєва, 149.

## Історія
Архітектурний комплекс кадетського корпусу було закладено 1903 року на південній околиці міста Суми на ділянці землі в урочищі Лефицька Стінка, подарованій ще до 1891 року сумським промисловцем Іваном Харитоненком. Проєкт корпусу на 500 інтернів виконав 1898 року польський архітектор Кароль Іваницький. Офіційний дозвіл було отримано 1899 року. Комплекс було збудовано протягом 1903—1905 років коштом Павла Харитоненка, який одержав від батька кошту в сумі 500 тисяч рублів та заповіт порушити клопотання про відкриття у Сумах закритого військового закладу з гімназичним курсом навчання. Меценат також вклав у будівництво ще 600 тисяч рублів, яким керував інженер Лев Йосипович Кублицький-Піоттух. Крім того, він у 1900—1905 роках обіймав посаду директора Сумського кадетського корпусу.
Кадетський корпус після приходу до влади більшовиків було закрито 1918 року. 
На його базі у 1918 році уряд Української Держави гетьмана Павла Скоропадського відкрив військову бурсу для молоді.
Після захоплення більшовиками Сум на початку 1919 року вона була закрита.
Але і в подальшому в приміщеннях розміщуються військові заклади освіти. 1925 року тут було відкрито Сумську піхотну школа імені М. Фрунзе, 1927 року вона була реорганізована в Сумську артилерійську школу, яка перед німецько-радянської війни (в 1937—1941 рр.) отримала назву Сумського артилерійського училища імені М. Фрунзе. Після вигнання нацистів із міста, в 1943—1968 роках тут функціонувало Сумське Червонопрапорне артилерійське училище імені М. Фрунзе, а з 1968 до 1992 рр. — Сумське вище артилерійське командне двічі Червонопрапорне училище ім. М. Фрунзе.
Після проголошення незалежності України на існуючій базі в 1994 році було створено Військовий інститут артилерії імені Богдана Хмельницького Сумського державного університету, розформований 2007 року. На його базі створено кафедру військової підготовки й Науково-дослідний центр ракетних військ і артилерії Сумського державного університету. 2011 році було створено Державний ліцей-інтернат з посиленою військово-фізичною підготовкою «Кадетський корпус імені І. Г. Харитоненка», який з 2019 року підпорядкований Державній прикордонній службі України.
Вже в перший день повномасштабного російського вторгнення в Україну 24 лютого 2022 року після вуличних боїв сумської тероборони з військами РФ у кадетському корпусі вирувала пожежа. 2 березня росіяни завдали ракетного удару по території архітектурного комплексу, де розташовувалася 27-ма реактивна артилерійська бригада, військова кафедра СумДУ та кадетський корпус. За інформацією голови Сумської обласної державної адміністрації Дмитра Живицького після цього обстрілу корпус було фактично знищено: нанесено значної шкоди фасаду, спальним приміщенням та навчальним аудиторіям.

## Склад комплексу
До складу комплексу, що розташований з півночі на південь уздовж вул. Гамалія, входять цілий ряд корпусів, які можна поділити на дві розпланувально відокремлені зони:
Південна навчальна зона
- головний навчальний корпус — пам'ятка архітектури національного значення (охоронний № 43-Н 1),
- будинок начальника — пам'ятка архітектури національного значення (охоронний № 43-Н 2),
- лазарет — пам'ятка архітектури національного значення (охоронний № 43-Н 4),
- котельня — пам'ятка архітектури національного значення (охоронний № 43-Н 5);

Північна житлова зона
- Житлові корпуси NN 8, 9, 10, 13 — пам'ятка архітектури національного значення (охоронний № 43-Н 7),
- амбулаторія — пам'ятка архітектури національного значення (охоронний № 43-Н 3),
- майстерня,
- стайня — пам'ятка архітектури національного значення (охоронний № 43-Н 6)[5].

## Опис
Всі будівлі комплексу Сумського Михайлівського кадетського корпусу муровані, потиньковані, вирішені в трьох стильових напрямках: неокласицизм, неоготика та «цегляний стиль». Найбільшу історико-архітектурну цінність становлять головний навчальний корпус та будинок начальника.
Головний навчальний корпус
Корпус чолом зорієнтований на південний захід. Він — триповерховий, на підвалі, Ш-подібний у плані, симетричної об'ємно-просторової структури, вирішений в неокласицистичних формах. Чоловий фасад розчленований трьома ризалітами. Стіни першого поверху рустовані, а 2-го і 3-го — членовані пілястрами іонічного ордера. Головний вхід акцентований чотириколонним іонічним портиком з трикутним фронтоном.
Розпланування корпусу — коридорне однобічне, а також (у дворових крилах) двобічне і зальне. Збереглися інтер'єри вестибюля, їдальні та церкви.
Будинок начальника
Будинок розташований з північного боку головного навчального корпусу, вирішено в неокласицистичних формах. Він — двоповерховий, прямокутний у плані, з ризалітами та аттиком. Декор екстер'єру стриманий: рустовані стіни першого поверху, віконні наличники з сандриками, виконана розкріповка стін.
Найбільшу мистецьку цінність становлять добре збережені інтер'єри вестибюля з парадними сходами, залу, вітальні, кабінету та спальні. Кожна з кімнат декорована в певному стилі: зал — неоренесанс, кабінет — неокласицизм, вітальня — рококо, спальня — модерн. У цих приміщеннях збереглися декоративна ліпнина стель, кахляні печі й каміни. У залі — дубова різьблена кесонована стеля з зображенням у кесонах виноградної лози, жезлів і келихів та фриз із різьбленими кронштейнами й малюнками гірлянд. Стіни членовані фільонками з алегоричними барельєфними зображеннями. Камін і кутова піч облицьовані рельєфними полив'яними кахлями золотаво-брунатного й оливкового забарвлення. Така ж піч збереглася і в кабінеті. Тут стелю декеровано алегоричними зображеннями сов, орлів, факелів, лаврових вінків, лев'ячих голів та профілями античних воїнів.
Ліпні прикраси стелі й стін вітальні витримані в біло-золотих барвах. Головною окрасою приміщення є дві кутові печі, облицьовані білими кахлями з позолоченим орнаментом. У центрі кожної кахлі мініатюрний краєвид у cipo-блакитних тонах. У декорі спальні використано улюблені в модерні мотиви німф, ірисів і лілей.